# Otrante
Otrante (Otranto en italien) est une commune de la province de Lecce dans les Pouilles, en Italie, ayant donné son nom au canal d'Otrante qui sépare l'Italie de l'Albanie.

## Histoire
Le site d'Otrante fut habité vraisemblablement depuis le Paléolithique et certainement au Néolithique. Peuplée de populations messapiennes (populations antiques des Pouilles), la ville devint ensuite une importante ville hellène de la Grande-Grèce avant de tomber aux mains des conquérants romains qui en firent un municipium, c'est-à-dire une ville dotée de droits propres mais liée à Rome.
L'importance de son port lui fit assumer le rôle de pont entre Orient et Occident et Otrante devint un centre byzantin puis normand, angevin et aragonais. La cathédrale, construite entre 1080 et 1088 et modifiée par la suite, est le reflet de ces dominations successives. 
À Otrante, le 11 septembre 1227, mourut de la malaria le landgrave Louis IV de Thuringe, époux d'Élisabeth de Hongrie.
Le 28 juillet 1480, une flotte turque de cent navires commandée par Kedük Ahmed Pacha se présenta devant Otrante. La ville fut prise d'assaut le 11 août et une grande partie de la population massacrée. Ces martyrs d'Otrante, au nombre d'environ 800, ont été canonisés en 2013. 

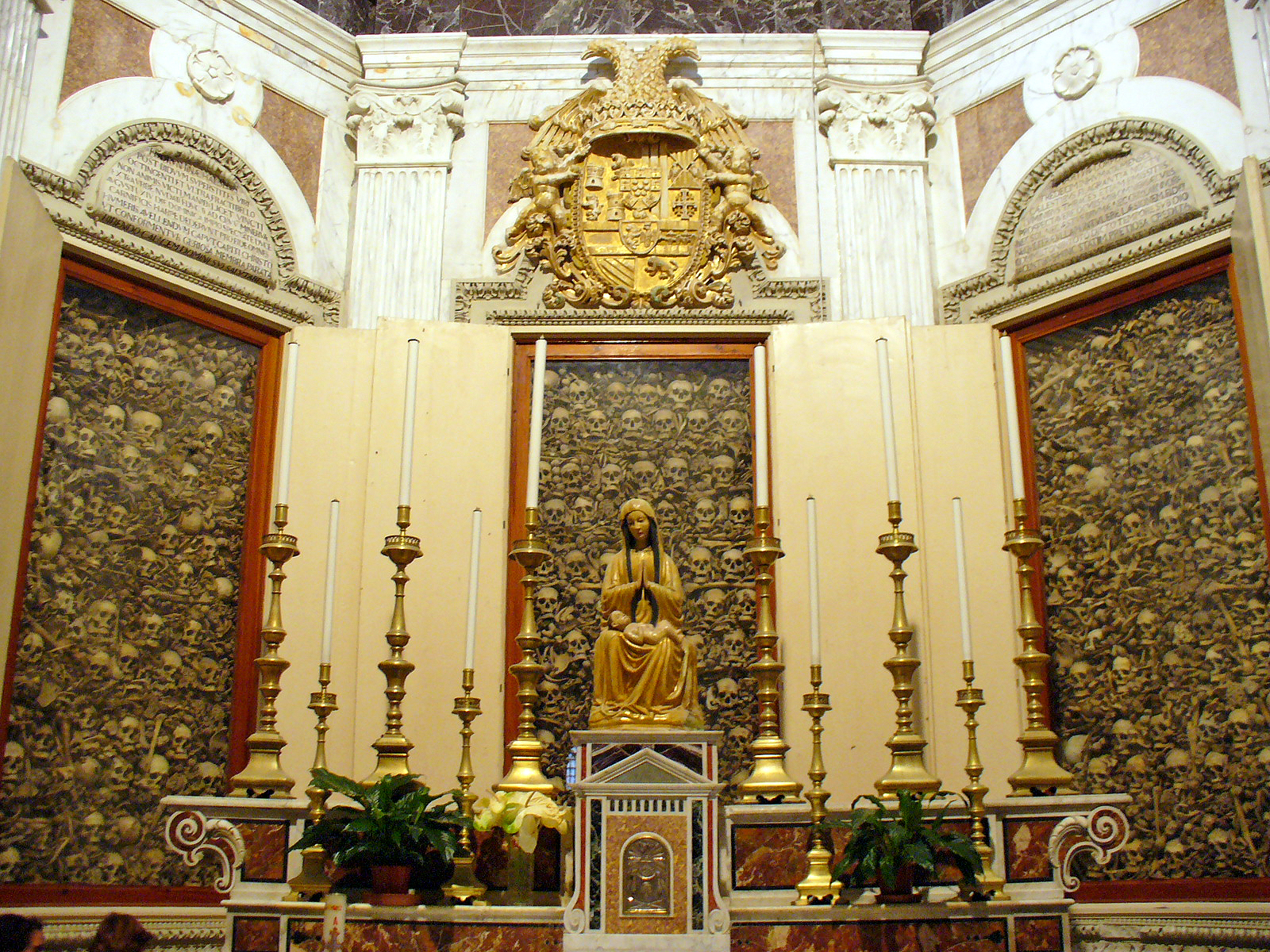
Les crânes de 800 personnes massacrées (les saints martyrs d'Otrante, canonisés par le pape François en 2013), sont exposés dans des reliquaires en arrière du maître autel de la cathédrale.

Les Turcs détruisirent en outre le monastère de San Nicola di Casole un peu plus au sud. Dans ce monastère, les moines avaient constitué la plus vaste bibliothèque de l'époque en Occident et avaient institué la première forme de collège de l'Histoire, qui accueillait des escholiers de toute l'Europe. Ce fut l'un de ces moines, Pantaléon, qui composa, dans la cathédrale, la plus grande mosaïque d'Europe.
Trois mois plus tard, Otrante fut réoccupée par les Aragonais.
La ville est aussi connue pour avoir été le duché in partibus de Joseph Fouché, ministre de la Police de Napoléon Ier. Honneur jugé douteux par les Italiens car Fouché s'était rendu célèbre pendant la Terreur pour sa politique de déchristianisation et pour avoir ordonné à Lyon des exécutions d'opposants à coup de canon, jugeant la guillotine trop lente.
Du fait d'un cadre resté exceptionnel et d'un grand nombre de vestiges et de sites remarquables, l'histoire récente d'Otrante a été marquée par l'implantation d'un grand nombre d'infrastructures touristiques (plus de 30 hôtels, un Club Med, l'équipe des champions d'Otranto Eleven, et plus de 50 restaurants notamment).
Joyau des Pouilles, Otrante reste ainsi une destination privilégiée dont les lieux d'intérêt touristique vont du bourg ancien à la Cathédrale (XIe siècle) abritant un pavement de mosaïque du XIIe siècle représentant l'arbre de la vie, en passant par l'église byzantine de Saint Pierre (IXe siècle) ou par le grand Château de Frédéric II de Souabe (XIIIe siècle).

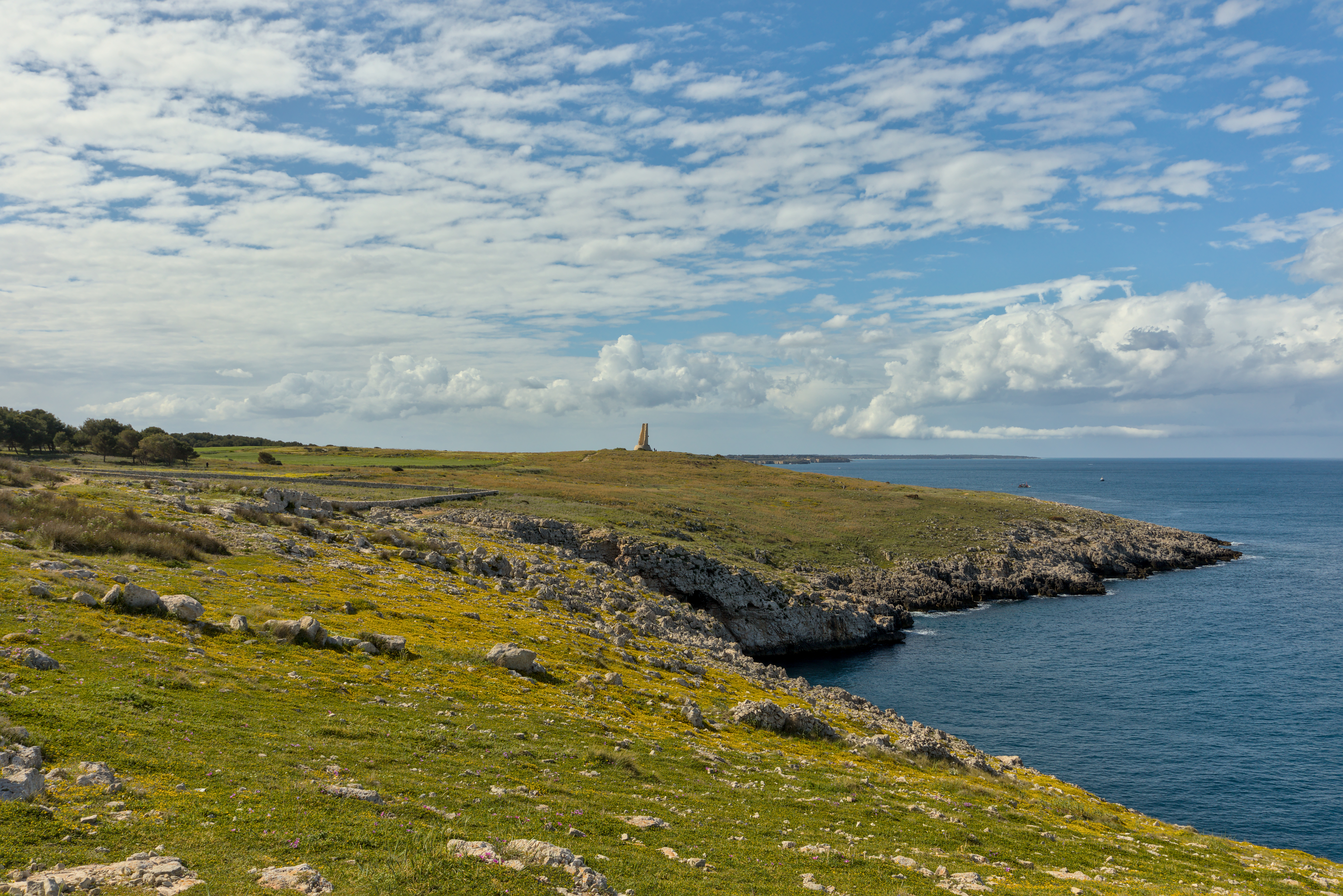
La côte à l'Est de la ville.

## Géographie
Otrante est située à l'extrémité orientale de l'Italie et du Salento.
Otrante est la ville d'Italie la plus proche de l'Albanie : elle n'est séparée de la ville de Vlora que par le canal d'Otrante, large d'environ 70 kilomètres.

### Hameaux
Alimini, Fontanelle, Frassanito, Porto Badisco

### Communes limitrophes
Cannole, Carpignano Salentino, Giurdignano, Martano, Melendugno, Palmariggi, Santa Cesarea Terme, Uggiano la Chiesa

## Culture

### Lieux et monuments
- La cathédrale, dont le sol est couvert d'une mosaïque monumentale due au moine Pantaleone (12e siècle).
- Le château d'Otrante.
- L'église San Pietro, aux murs couverts de mosaïques byzantines.
- L'église Santa Maria dei Martiri, située à l'emplacement supposé de la décapitation des martyrs d'Otrante.

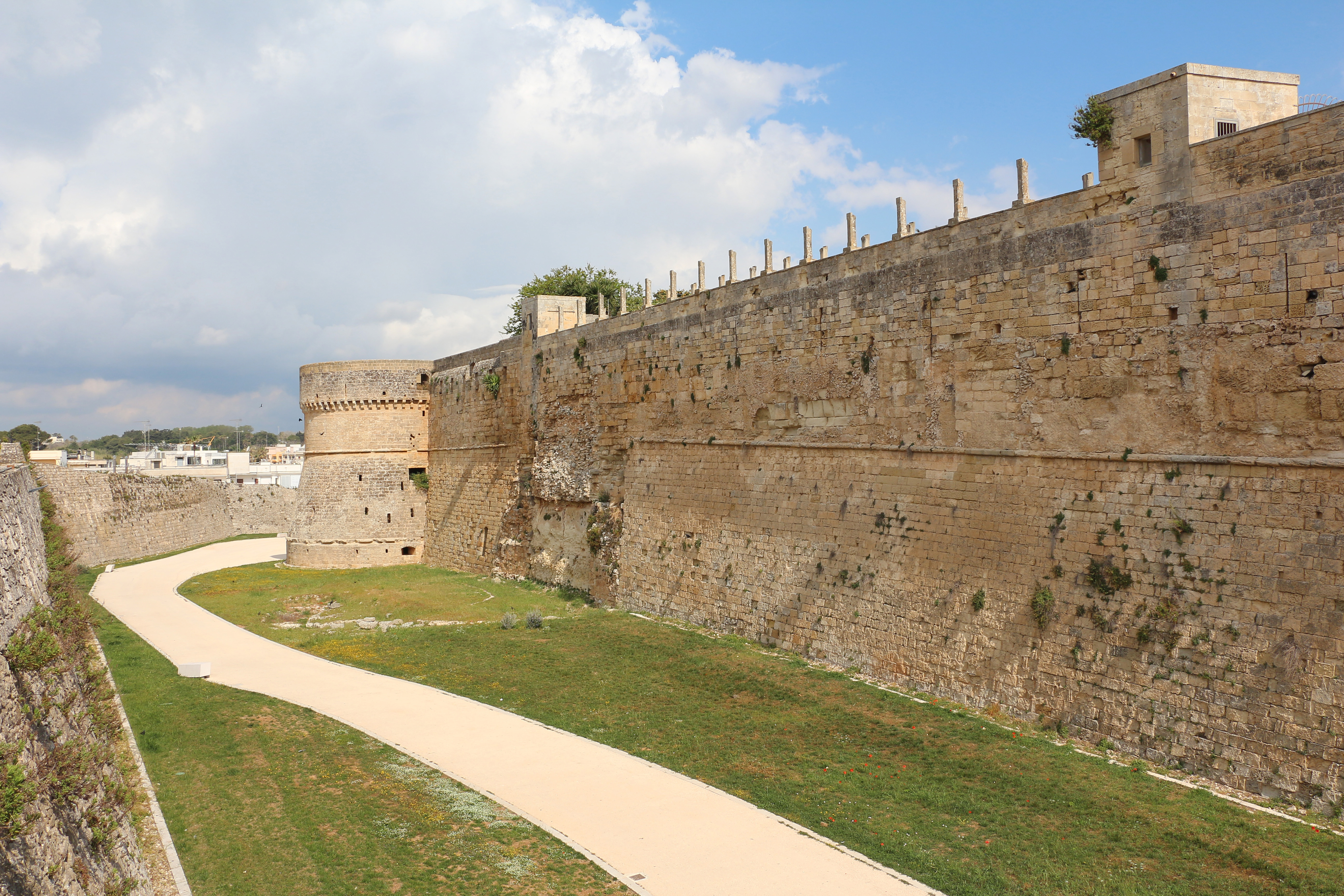
Les murs du château.
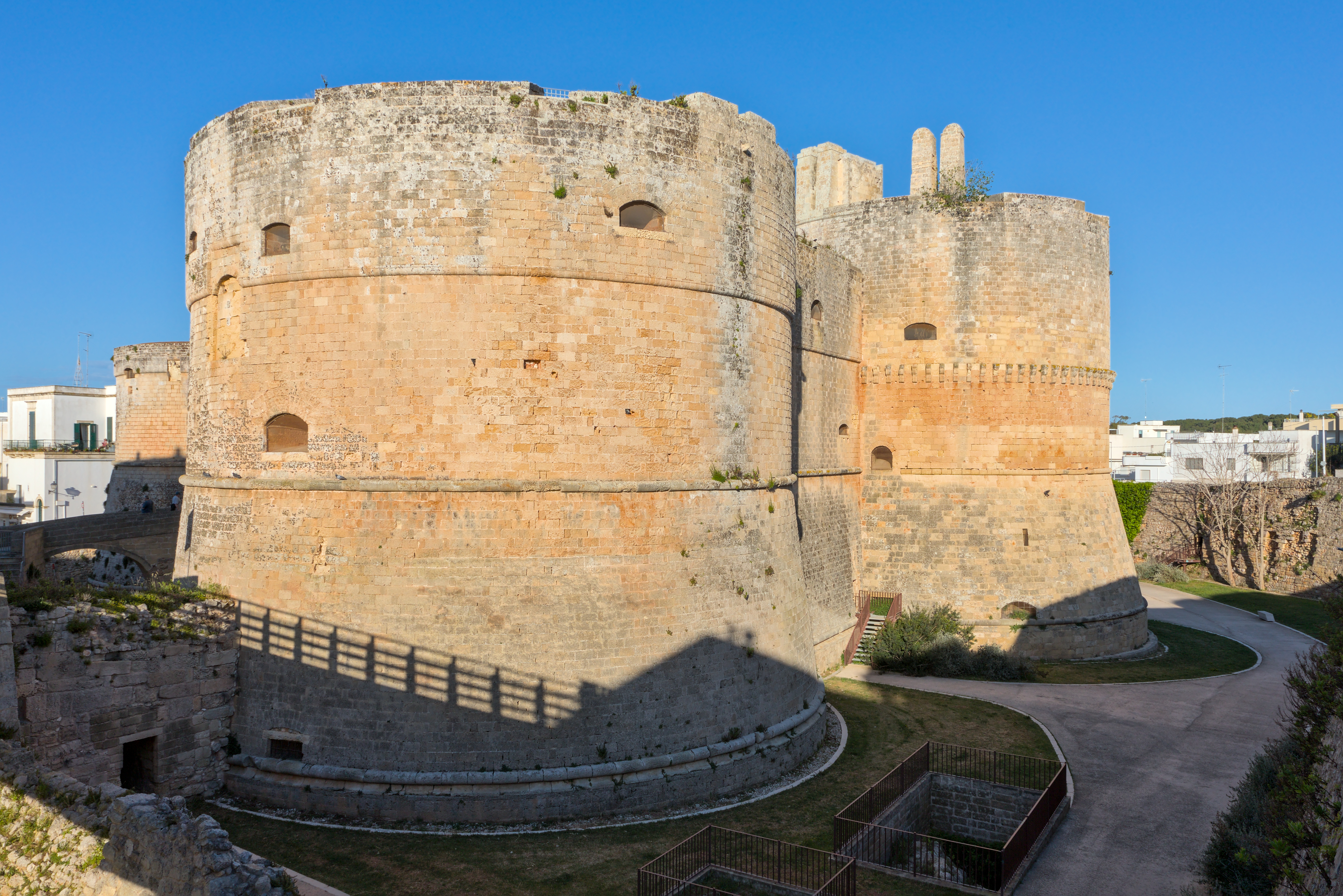
Le château en fin d'après-midi.
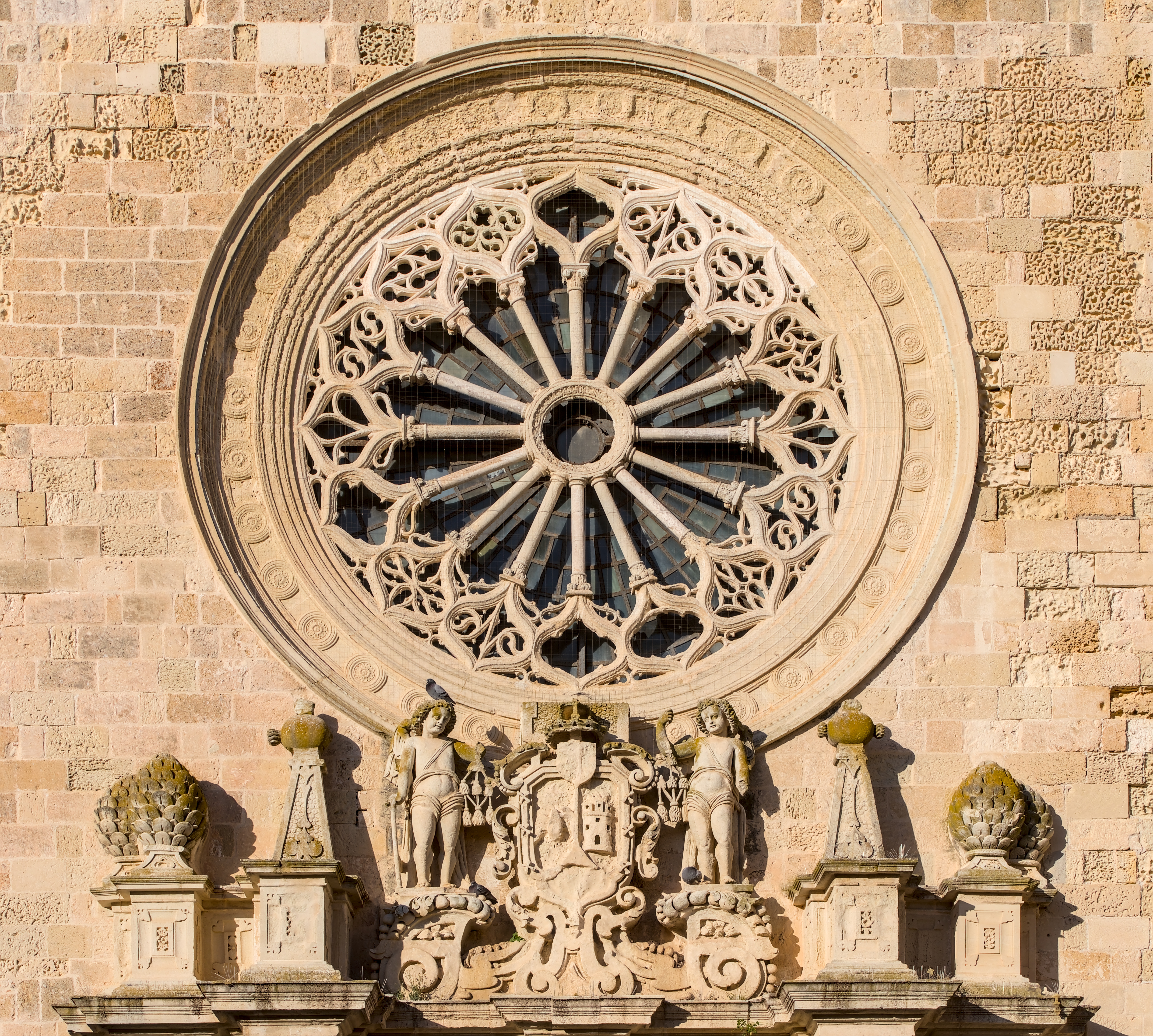
Détails de la façade de la cathédrale : la rosace et les armes de la ville entourée de deux chérubins.
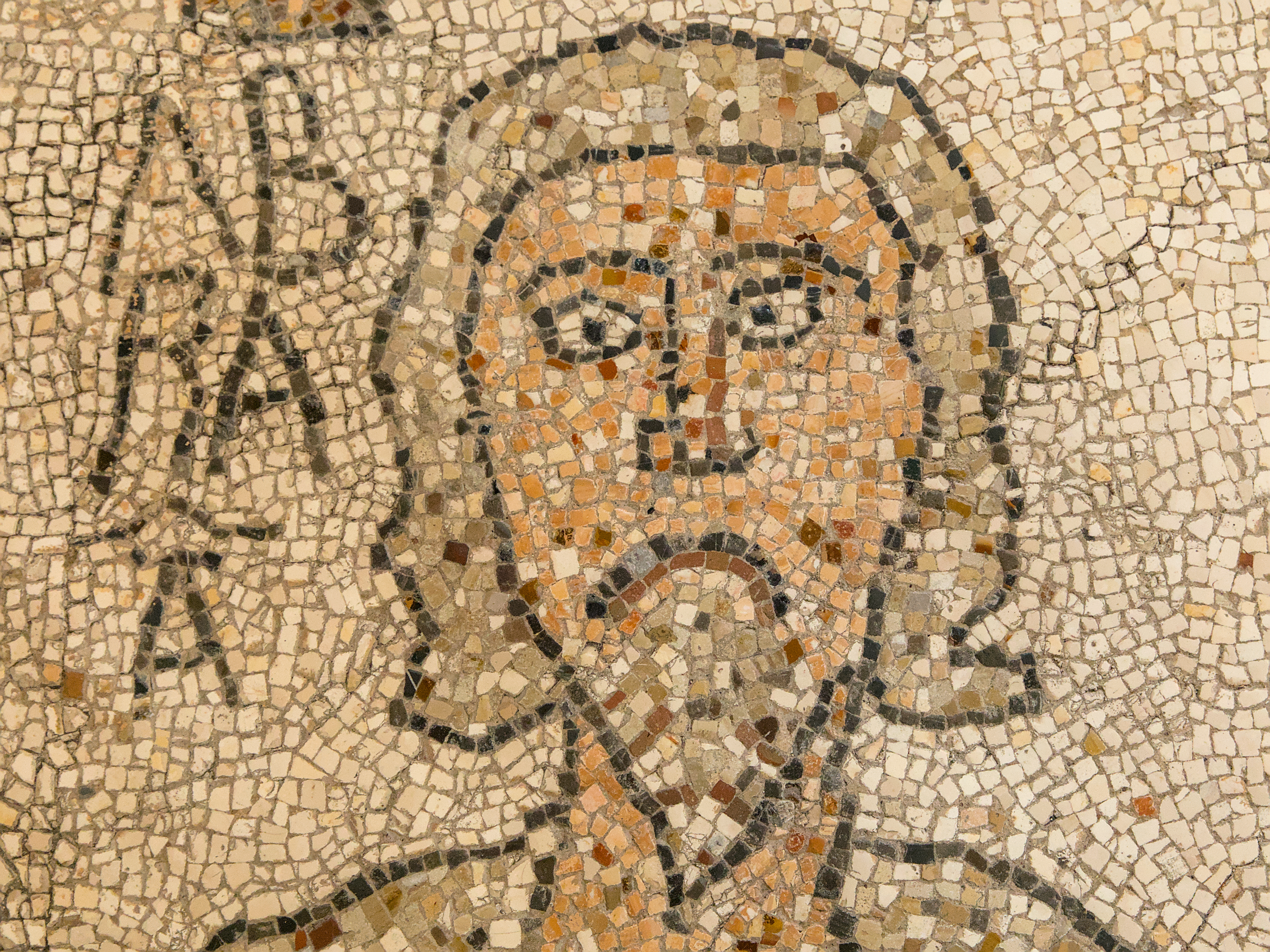
Visage d'Abraham, détail de la mosaïque couvrant le sol de la cathédrale.
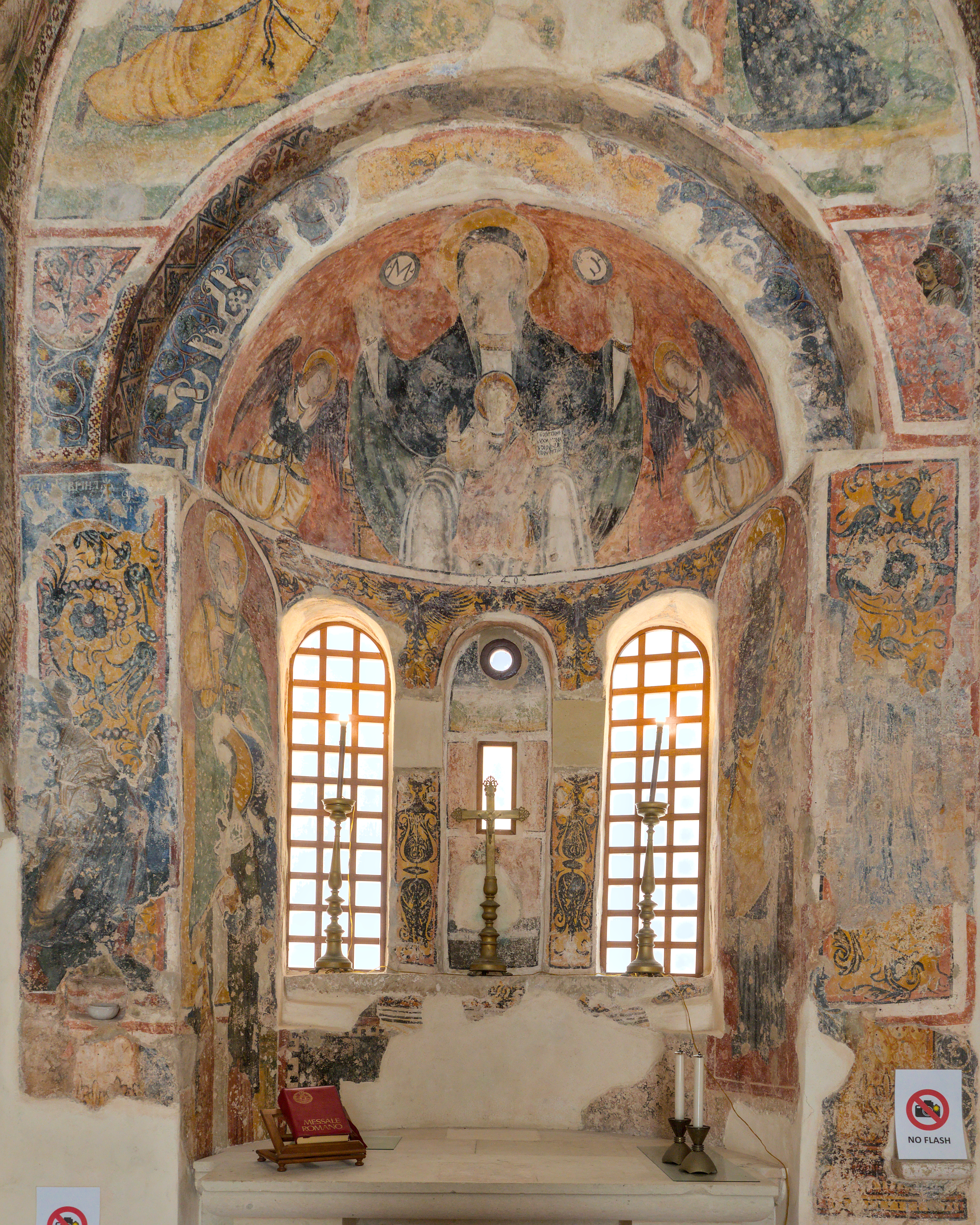
Choeur de l'église San Pietro.
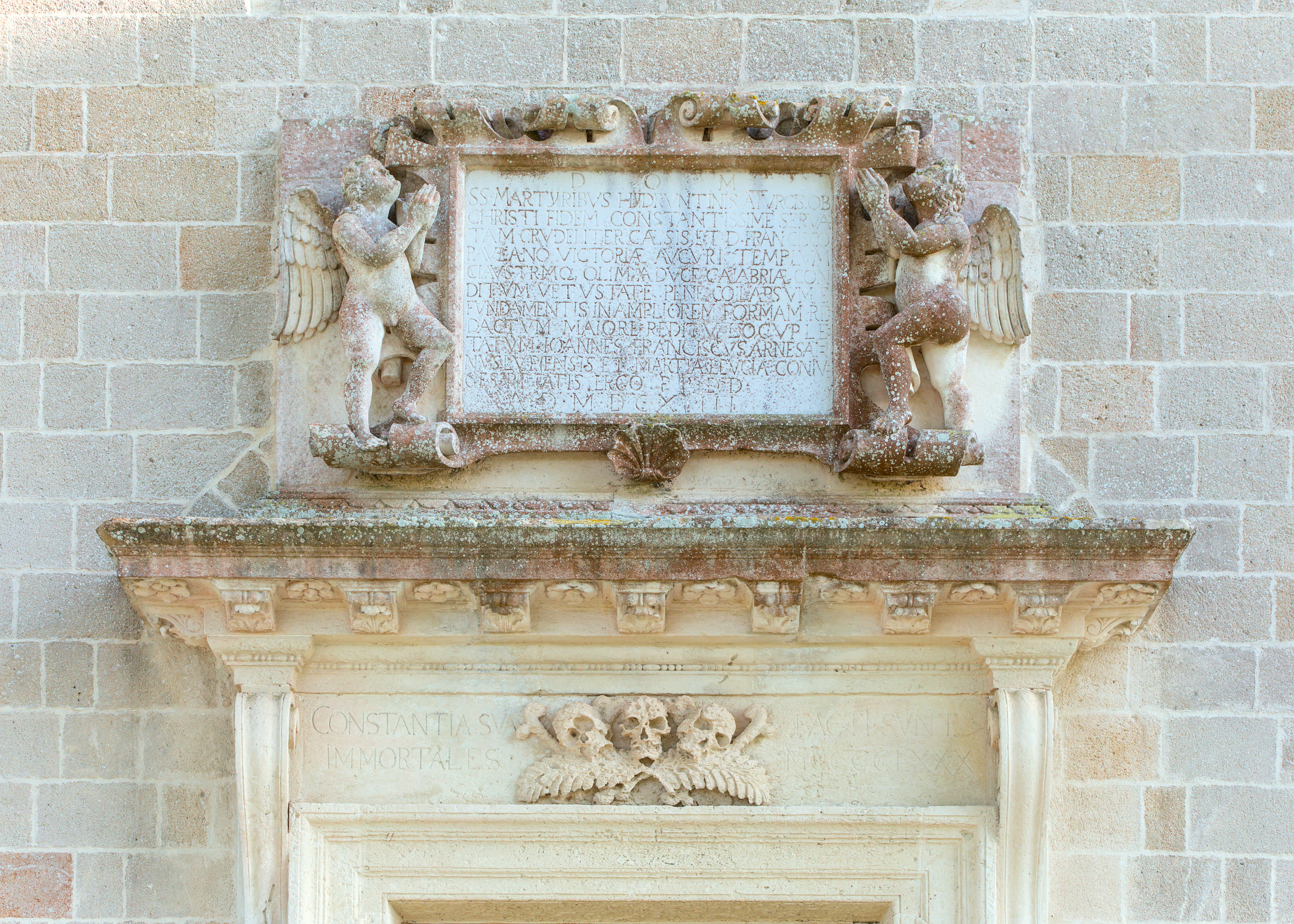
Têtes de mort et plaque commémorative au-dessus du portail de l'église Santa Maria dei Martiri.
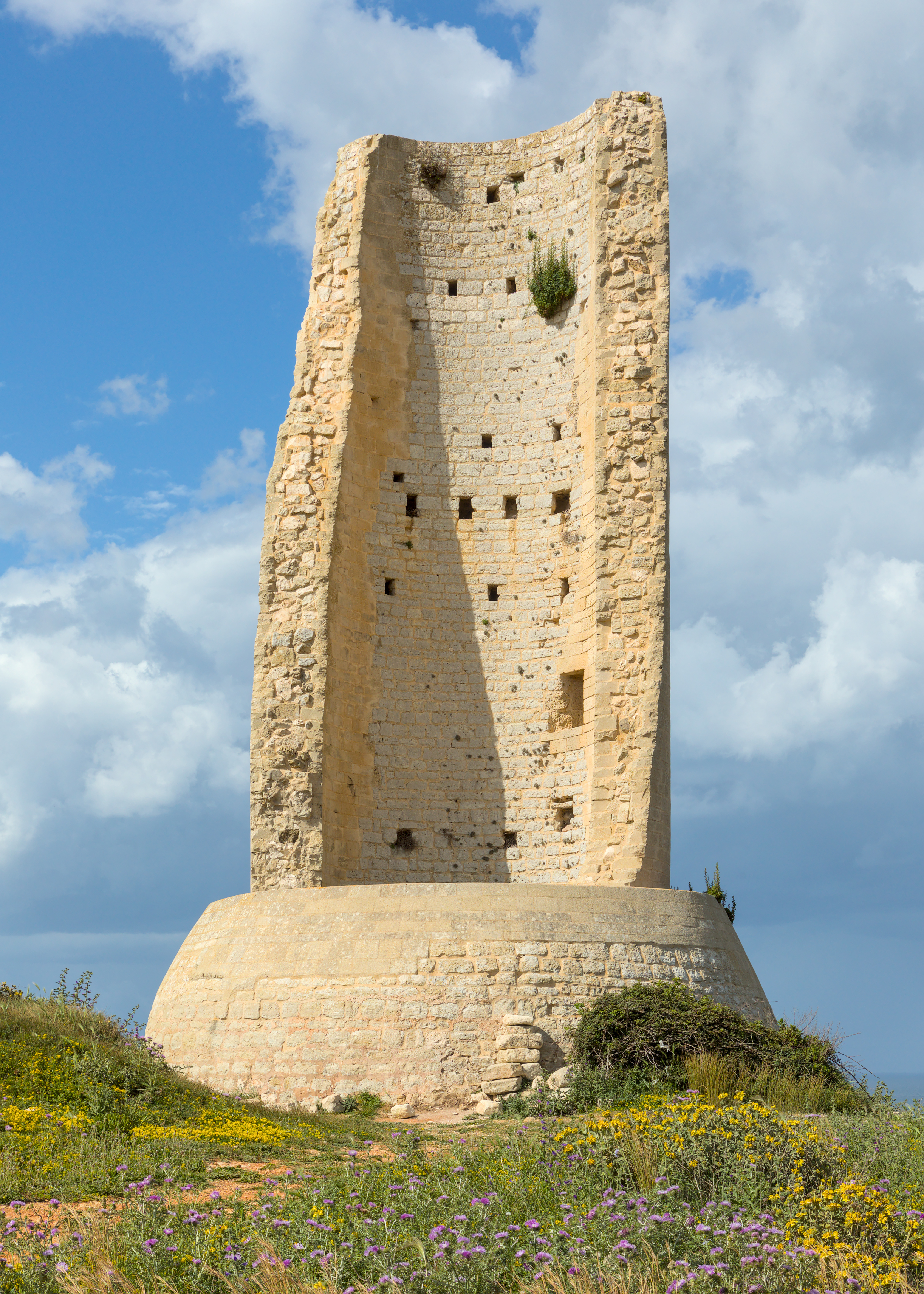
Torre del Serpe, une tour normande à l'Est de la ville.

### Otrante dans la littérature
- Le Château d'Otrante, histoire gothique, Horace Walpole, 1764
- Le baron d'Otrante, opéra buffa, Voltaire, 1768
- Lettres d'Otrante, Geneviève Bergé, Éditions Luce Wilquin, 2015

## Administration
| Période                                  | Période    | Identité          | Étiquette       | Qualité     |
| ---------------------------------------- | ---------- | ----------------- | --------------- | ----------- |
| 17/11/1997                               | 29/05/2007 | Francesco Bruni   | Forza Italia    | Maire       |
| 29/05/2007                               | 11/06/2017 | Luciano Cariddi   | (liste civique) |             |
| 11/06/2017                               | 17/10/2022 | Pierpaolo Cariddi | (liste civique) |             |
| 17/10/2022                               | 15/03/2023 | Vincenza Filippi  |                 | Comm. préf. |
| 15/03/2023                               | En cours   | Francesco Bruni   | (liste civique) | Maire       |
| Les données manquantes sont à compléter. |            |                   |                 |             |

### Évolution démographique
Habitants recensés